# Paris-Roubaix 1978
Paris-Roubaix 1978 a fost a 76-a ediție a Paris-Roubaix, o cursă clasică de ciclism de o zi din Franța. Evenimentul a avut loc pe 16 aprilie 1978 și s-a desfășurat pe o distanță de 263 de kilometri de la Compiègne până la velodromul din Roubaix. Câștigătorul a fost Francesco Moser din Italia de la echipa Sanson–Campagnolo.

## Rezultate
| Loc | Concurent                 | Echipă                    | Timp       |
| --- | ------------------------- | ------------------------- | ---------- |
| 1   | Francesco Moser (ITA)     | Sanson–Campagnolo         | 7h 12' 24" |
| 2   | Roger De Vlaeminck (BEL)  | Sanson–Campagnolo         | + 1' 40"   |
| 3   | Jan Raas (NED)            | TI–Raleigh–McGregor       | + 1' 40"   |
| 4   | Freddy Maertens (BEL)     | Flandria–Velda–Lano       | + 1' 40"   |
| 5   | Ferdi Van Den Haute (BEL) | Marc Zeepcentrale–Superia | + 4' 11"   |
| 6   | Hennie Kuiper (NED)       | TI–Raleigh–McGregor       | + 4' 26"   |
| 7   | Guido Van Sweevelt (BEL)  | IJsboerke–Gios            | + 5' 21"   |
| 8   | Herman Van Springel (BEL) | Marc Zeepcentrale–Superia | + 5' 21"   |
| 9   | Ronan De Meyer (BEL)      | Marc Zeepcentrale–Superia | + 5' 21"   |
| 10  | Marc Demeyer (BEL)        | Flandria–Velda–Lano       | + 5' 49"   |